# Universitätsrechenzentrum
Als Universitätsrechenzentrum (URZ) wird das Rechenzentrum einer Universität oder Technischen Hochschule in Deutschland bezeichnet. Es erbringt für alle Universitätsangehörigen Dienstleistungen im Bereich der elektronischen Kommunikation und Informationsverarbeitung.
Die Bezeichnung der Rechenzentren ist uneinheitlich. Am häufigsten sind immer noch die traditionellen Bezeichnungen, die den Begriff Rechenzentrum (RZ) enthalten, wie Universitäts-, Hochschul- oder Regionales Rechenzentrum (z. B. LRZ). Beispiele für neuere Bezeichnungen sind Zentrum für Informationsverarbeitung (s. Universität Münster) oder Rechen- und Kommunikationszentrum. Durch Zusammenfassung mit Aufgaben eines Medienzentrums oder einer Bibliothek sind z. B. Zentren für Informations- und Medientechnologie oder Kommunikations- und Informationszentren (z. B. kiz) entstanden.

## Geschichte

### Die Ära der Großrechner
Den Anfang ab der 1950er Jahre machten Rechnerentwicklungen an einigen Universitäten. Ab Mitte der 1950er Jahre wurden dann industriell gefertigte Computer – später bezeichnet als Großrechner (englisch mainframe) – eingesetzt und von den Anwendern für jegliche Art elektronischer Datenverarbeitung (EDV) genutzt. Diese Rechner hatten noch kein Betriebssystem, mussten von den Benutzern (user) in Assemblersprache programmiert und von ihnen selbst sogar bedient werden. Erste Betriebssysteme führten Ende der 1950er Jahre die Stapelverarbeitung (batch) ein; Programme und Daten waren auf Lochstreifen oder Lochkarten bereitzustellen, die Bedienung der Rechner erfolgte durch Operateure. Benutzer mussten zum Arbeiten mit dem Rechner weiterhin ins Rechenzentrum kommen, ihre Programmierung wurde durch die Verwendung höherer Programmiersprachen wie Fortran oder ALGOL erleichtert.
Die fortschreitende Entwicklung der Betriebssysteme brachte in den 1960er Jahren zusätzlich zum Stapelbetrieb den Mehrbenutzerbetrieb und dazu den Dialogbetrieb. Der Einsatz von Terminals in den Fakultäten/Fachbereichen ermöglichte dem Benutzer den Rechnerzugriff zumindest aus der Nähe des eigenen Arbeitsplatzes. Datenstationen gestatteten ebenfalls die Programmein- und Ergebnisausgabe aus der Ferne. Programmbibliotheken und fertige Anwendungssoftware, etwa zur Textverarbeitung und Statistik, wurden verfügbar. Die Nutzung der Rechner breitete sich von den technisch-naturwissenschaftlichen Fachgebieten jedoch nur langsam in andere Fachgebiete aus, bis Ende der 1970er Jahre erreichte die Zahl der Benutzer – Lehrende, Studierende und Mitarbeiter der Universität – die Größenordnung von 1.000.
Die Deutsche Forschungsgemeinschaft (DFG) hatte die Bedeutung von Rechenanlagen schon früh erkannt und zunächst die Rechnerentwicklungen gefördert. Sie gründete 1951 die Kommission für Rechenanlagen (KfR), die die technische Beratung und Begutachtung bei der Auswahl von Rechnern übernahm. Seit 1979 erstellt die KfR Empfehlungen zur Ausstattung der Hochschulen mit EDV-Kapazität, jeweils für die nächsten 5 Jahre, darunter Empfehlungen zu den Aufgaben der Rechenzentren. Unter neuem Namen der Kommission gibt es derartige
Empfehlungen bis heute.
Die ersten Rechner wurden vollständig von der DFG finanziert und den Universitäten als Leihgaben zur Verfügung gestellt. Ein Sonderfall war das Regionalprogramm der Bundesregierung, in dessen Rahmen ab Ende der 1960er Jahre Großrechner zu 85 % vom Bund und nur zu 15 % vom jeweiligen Land zu bestreiten waren; verbunden war damit zugleich eine Förderung der deutschen Computer-Industrie. Ab den 1970er Jahren wurde dann die Beschaffung von Rechnern als Großgerät im Rahmen des Hochschulbauförderungsgesetzes (HBFG) zur Regel, bei dem Bund und Land jeweils die Hälfte der Finanzierung übernahmen. Leasing von Großrechnern war an Universitäten recht selten.
Anfangs waren es häufig Institute der Mathematik oder Physik, in denen die Rechner installiert wurden; sie ließen die Mitnutzung durch Wissenschaftler anderer Institute zunächst zwar zu, konnten dies aber nicht dauerhaft leisten. 1962 beschloss die Kultusministerkonferenz (KMK) „Grundsätze für die Errichtung und den Betrieb von Hochschulrechenzentren“. Damit wurde das Rechenzentrum länderübergreifend als „zentrale Einrichtung“ definiert, unabhängig von Fakultäten, ähnlich wie die Universitätsbibliothek; gleichzeitig wurden Aufgaben des Rechenzentrums festgelegt. Ab den 1970er Jahren sind die Rechenzentren in allen staatlichen Universitäten vorhanden und in Landeshochschulgesetzen verankert gewesen, während sie heutzutage i. A. der Hochschulautonomie unterliegen.
Zu den Aufgaben des Rechenzentrums gehörte von Anfang an die Schulung der Benutzer: Programmierkurse, Einführung in Betriebssysteme sowie Workshops und Kurse zu den wichtigen Anwendungssystemen.
Im Arbeitskreis der Leiter wissenschaftlicher Rechenzentren (ALWR) war es ab 1972 zu einer bundesweiten
Kooperation gekommen. Und weil Hochschulen Ländersache sind, wurden auf Länderebene entsprechende Arbeitskreise eingerichtet. Darüber hinaus gab es seit den ersten Tagen der Großrechner Anwendergruppen,
die den Erfahrungsaustausch mit Kollegen aus anderen Rechenzentren, insb. aus Wirtschaft, Industrie und Behörden ermöglichten. Diese vielfältigen Kontakte sollten sich für den Aufbau eines bundesweiten Wissenschaftsnetzes inkl. internationaler Anbindung als äußerst förderlich erweisen.

### Die Ausbreitung der Computer und Netze
In den 1970er Jahren wurden außerhalb der Rechenzentren die ersten Minicomputer beschafft, sie konkurrierten mit den Mainframes, wurden aber manchmal zum Datenaustausch mit ihnen verbunden. Ab den 1980er Jahren wurde die Entwicklung stürmisch: PCs ersetzten die „dummen“ Terminals, mit denen Programme und Daten nur in Textform ein- bzw. ausgegeben werden konnten; Terminalemulationen machten es möglich. Hinzu kam der File-Transfer zwischen PC und Großrechner. Den Durchbruch brachten jedoch erst PCs mit graphischen Fähigkeiten sowie ständig umfangreicher werdender Anwendungssoftware, mit der viele ehemalige Großrechneranwendungen nun mit dem PC erledigt werden konnten. Die Benutzer wurden unabhängig, sie hatten ihre eigenen Computer und lernten, dass deren Maintenance nicht nur Geld, sondern auch Arbeitszeit kostete. Hinzu kam, dass ein nicht vernetzter PC ziemlich einsam wirkte, nachdem man im Großrechner-Umfeld bereits Kommunikationsdienste wie E-Mail oder File-Transfer kennen gelernt hatte. Damit entstand der Bedarf für ein hochschulweites Datennetz.
Zu den Großrechnern kamen mehr und mehr Minicomputer hinzu, beide Arten wurden schließlich durch Server abgelöst; parallel dazu erfolgte der Übergang von den vielen herstellerspezifischen Betriebssystemen zu Unix, später Linux. Bei den Arbeitsplatzrechnern spielten Workstations vorübergehend eine Rolle, ehe sich schließlich fast überall PCs durchsetzten. Gängige Arbeitsweise wurde das Client-Server-Modell. Damit zur Versorgung der dezentralen Bereiche, d. h. der Fakultäten/Fachbereiche, mehrere Arbeitsplatzrechner durch Zusammenfassung als Großgerät im Rahmen des HBFG (s. o.) beschafft werden konnten, sorgte die DFG für entsprechende Regelungen: sogenannte CIP-Pools für die Lehre konnten ab 1984 beschafft werden, WAP-Cluster für Wissenschaftler ab 1990.
Der Aufbau der Hochschulnetze führte die Rechenzentren Anfang der 1980er Jahre auf völlig neues Terrain: Im Rahmen von Baumaßnahmen (wiederum gemäß HBFG) waren innerhalb von Gebäuden Verkabelungen (z. B. Koaxialkabel oder Twisted-Pair-Kabel für Ethernet) vorzunehmen und zwischen den Gebäuden Verbindungen (i. A. Glasfaser-Kabel) zu schaffen, schrittweise entsprechend dem Bedarf und schließlich über die gesamte Universität hinweg. Bei den Netzwerkkomponenten (z. B. Switches und Router), die die technische Grundlage zur Einrichtung lokaler Netze (LANs) und deren Verbindung (via Backbone) zu einem vollständigen Rechnernetz bilden, sind bereits mehrere Generationswechsel erforderlich geworden, um die ständig steigenden Anforderungen an Übertragungskapazität erfüllen zu können. Und weil es noch keine Internet Service Provider gab, wurde für den Aufbau eines bundesweiten Rechnernetzes eine Eigeninitiative erforderlich: Im 1984 gegründeten Verein zur Förderung eines Deutschen Forschungsnetzes (DFN-Verein) haben die Rechenzentren von Anfang an mitgearbeitet; nach einem durch Fördermittel des Bundes bedingten Ausflug in die OSI-Welt ist 1990 die erste Version des Wissenschaftsnetzes in Betrieb gegangen, das auch die Internet-Protokolle unterstützte. Damit wurden die Integration der Hochschulnetze in das Internet und die begehrte Kommunikation mit US-Wissenschaftsnetzen möglich.
Ende der 1980er Jahre hatte die DFG eine weitgehende Dezentralisierung der IT-Versorgung empfohlen. Ihr zur Begutachtung vorgelegte Anträge zur Beschaffung vernetzter Arbeitsplatzrechner mussten selbst dann einen eigenen Server vorsehen, wenn ein schon vorhandener über das Netz hätte mitgenutzt werden können. Fakultäten und Fachbereiche folgten diesen Empfehlungen nicht, um ihre Anträge und die dafür benötigten Mittel nicht zu gefährden. Dies förderte zwar einerseits die notwendige IT-Ausweitung, führte jedoch andererseits zu einem erhöhten Personalaufwand in den Fakultäten und Fachbereichen, der in den DFG-Empfehlungen mit einer zusätzlichen beruflichen Qualifikation der Beteiligten begründet und gut geheißen wurde. Später wurde diese Entwicklung aufgehalten, da Insellösungen der IT-Versorgung oft hinderlich sind; ihre Beschaffung ist seit einigen Jahren nur noch unter Auflagen möglich.
Infolge dieses Aufgabenwandels haben sich die Rechenzentren zu „Zentren für Kommunikation und Informationsverarbeitung“ entwickelt, eine Bezeichnung, die sich 1993 im Namen ZKI der Nachfolgeorganisation des ALWR niedergeschlagen hat. Die Zahl der Server in einem Rechenzentrum liegt mittlerweile in der Größenordnung von 100, die der dezentralen Rechner am Hochschulnetz in der Größenordnung von einigen 10.000. Demzufolge ist auch die Zahl der Benutzer auf einige 10.000 angewachsen.

## Organisation
Das URZ ist eine zentrale, d. h. fakultäts- bzw. fachbereichsübergreifende Einrichtung der Universität. Es untersteht in der Regel direkt der Universitätsleitung, d. h. dem Rektor oder Präsidenten, der zu seiner Beratung und Unterstützung i. A. einen CIO oder ein Lenkungsgremium mit CIO-Funktion einsetzt. Dieser CIO trifft im Auftrag der Universitätsleitung die Grundsatzentscheidungen für einen nutzergerechten und wirtschaftlichen IT-Betrieb und ist für das gesamte Informationsmanagement an der Universität zuständig. Für die Abstimmung der Dienstleistungen des URZ mit dem Bedarf und Einsatz von Informationstechnologie (IT) in den Fakultäten/Fachbereichen gibt es i. A. eine IT-Kommission.
Üblicherweise wird als hauptamtlicher Leiter des URZ ein Wissenschaftler ernannt oder ein Hochschullehrer berufen. Als Mitarbeiter sind vor allem Wissenschaftler, Ingenieure, Techniker, Programmierer und studentische Hilfskräfte in Abteilungen oder Arbeitsgruppen – wie z. B. Kommunikationssysteme/Rechnernetze, Serversysteme sowie Anwendungen und Service – tätig; Art und Bezeichnung dieser Untergliederungen sind uneinheitlich.

## Aufgaben
Die zentral (d. h. im URZ) und dezentral (außerhalb des URZ) anfallenden Aufgaben werden kooperativ vom URZ und Verantwortlichen der Fakultäten/Fachbereiche (sowie weiterer Organisationseinheiten) wahrgenommen. Zu den Hauptaufgaben des URZ gehören:
- Planung, Ausbau, Betrieb und Betreuung des Hochschulnetzes (lokale Fest- und Funknetze, Backbone bzw. Kernnetz, DFN/Internet-Anschluss, …)
- ggf. Betrieb und Betreuung der Telefonanlage (Sprach-Daten-Integration, …)
- Planung, Beschaffung, Betrieb, Betreuung und kontinuierlicher Ersatz von IT-Systemen (Arbeitsplatzrechner für Studierende und Wissenschaftler, dezentrale und zentrale Server, periphere Geräte, …)
- ggf. Betrieb und Betreuung audio-visueller Technik
- Auswahl, Beschaffung, Einsatz und Pflege von Software (Betriebssysteme, Anwendersoftware, …)
- Benutzerverwaltung
- Bereitstellung netzbasierter Dienste (E-Mail, Web, E-Learning, …)
- Hochleistungsrechnen
- Datenhaltung und Datensicherung (Fileserver, Backup, Archivierung, …)
- Sicherheit der IT und Schutz gegen Angriffe

Zu den weiteren Aufgaben des URZ gehören die Kooperation mit anderen Rechenzentren, die fortlaufende Informationsbeschaffung über neueste IT-Entwicklungen, die Unterstützung der Universitätsleitung, der IT-Kommission und des CIO. Das URZ wirkt dazu in Arbeitskreisen wissenschaftlicher Rechenzentren im eigenen Bundesland,
im Rahmen des ZKI (Zentren für Kommunikation und Informationsverarbeitung in Lehre und Forschung), DFN (Verein zur Förderung eines Deutschen Forschungsnetzes) und DINI (Deutsche Initiative für Netzwerkinformation) mit.
Das URZ erstellt und verbreitet Anleitungen und Dokumentationen über Dienste und Ressourcen, es berät die Benutzer, bietet Ausbildungs- und Lehrveranstaltungen sowie Softwareschulungen an, vermittelt vereinzelt Medienkompetenz und bildet Lehrlinge in den IT-Berufen aus. Es stellt Verbrauchsmaterialien durch Großeinkauf bereit und gibt sie preisgünstig an die Angehörigen der Hochschule weiter.

## Angewandte Forschung
Obwohl die Rechenzentren in erster Linie Dienstleistungen zu erbringen haben, wird in einigen Angewandte Forschung in der Informationstechnologie (IT) betrieben. Dies ergibt Sinn, denn gerade dort ist durch den Tagesbetrieb die Kenntnis von IT-Problemen groß, so dass bei den Mitarbeitern das Wissen um notwendige Entwicklungen vorhanden ist. Mit eigenen Mitteln der Hochschule sowie der DFG, des DFN-Vereins, des BMBF oder der EU, aber auch zusammen mit Firmen werden die zur Weiterentwicklung notwendigen Ressourcen erschlossen. Die Forschung nützt den Hochschulen und Außenstehenden; sie motiviert gleichzeitig die beteiligten Mitarbeiter, weil sie Neues erarbeiten können.

## Aktuelle Entwicklungen
Bibliothek, Medienzentrum (soweit vorhanden), Verwaltung und Rechenzentrum wirken immer stärker zusammen, weil Dienste erforderlich sind, die in überlappenden Bereichen von Information, Kommunikation und Medien für eine erfolgreiche Forschung und Lehre notwendig sind. In kleinen Universitäten wurden Bibliothek und Rechenzentrum sogar zusammengelegt, größere Universitäten fanden dafür angemessenere Formen gemeinsamer Anstrengungen.
Zahlreiche aktuelle Entwicklungen sind in den letzten Jahren von den Rechenzentren aufgegriffen worden, von denen hier nur einige genannt werden sollen:
- Identity-Management: Bisher nicht miteinander verbundene Benutzerverwaltungen werden mit dem Identitätsmanagement, einschließlich zugehöriger Kontaktinformationen, Rollen und (Zugriffs-)Rechte, zusammengeführt. Den Benutzern wird damit auf allen Systemen, auf denen ihnen Rechte zustehen, ohne weitere Anträge und Verwaltungsvorgänge automatisch Zugang verschafft. Im Rahmen der Einführung des Identitätsmanagements sind komplexe Maßnahmen zu bewerkstelligen und u. a. Datenschutzprobleme zu klären.
- Web-Portale, Single Sign-on, Suchmaschinen und prozessorientierte Verarbeitung: Web-Portale bieten als Integrationsplattform heterogene Inhalte, Anwendungen und Dienste unter einer einheitlichen Oberfläche an und erhöhen die Arbeitseffizienz. Mit dem Single Sign-On können unterschiedliche Anwendungen ohne erneute Anmeldung gestartet werden. Der Trend geht weg von der Einzelanwendung und hin zu einer Verkettung von Verarbeitungsschritten in einem Verarbeitungsprozess; das spart menschliche Eingriffe und ermöglicht einen automatischen Datenfluss von Anwendung zu Anwendung. Übergreifende Recherchemöglichkeiten mittels leistungsfähiger Suchmaschinen verbessern den schnellen und treffsichereren Zugang zu den Web-Daten.
- Content-Management-Systeme: Damit der Webauftritt einer Universität einheitlich und einfach zu handhaben ist, müssen die notwendigen Informationen – dort wo sie entstehen – von möglichst allen Verantwortlichen direkt und automatisiert eingebracht werden können. Dabei helfen Content-Management-Systeme.
- Simulationen und Virtual Reality: Simulationen werden seit eh und je auf Computern durchgeführt. An einigen Universitäten werden diese durch dreidimensionale Darstellungen der Resultate in Form Virtueller Realität unterstützt.
- D-Grid: Mit Grid ermöglicht man den hochschulübergreifenden Zugriff auf Ressourcen, wie z. B. Rechner, Speicher, Anwendungen und Daten und erschließt damit eine nahezu unendlich große Rechen- und Speicherkapazität.
- Öffentlichkeitsarbeit: Leitbilder beschreiben als Basis für eine Corporate Identity, was das URZ ist, was es erreichen will, was es leistet, wie es arbeitet und wo seine besonderen Stärken liegen. Service-Kataloge bieten mittels ITIL Angaben über die Verlässlichkeit der Dienste. Umfragen und Evaluationen sollen die Dienste und Zufriedenheit der Benutzer bewerten, in Jahresberichten und Pressemitteilungen wird die Öffentlichkeit informiert.